# حمى التيفوئيد
حمى التيفوئيد المعروفة أيضًا باسم التيفوئيد، هو مرض تسببه بكتيريا السالمونيلا. تختلف الأعراض من خفيفة إلى شديدة ولكن عادة ما تبدأ بعد 6-30 يومًا بعد الإصابة. غالبًا ما تكون البداية تدريجية للحمى الشديدة على مدار عدة أيام.  ويصاحب ذلك ضعف وألم في البطن وإمساك وصداع وقيء خفيف. يصاب بعض الأشخاص بطفح جلدي مع بقع وردية اللون. في الحالات الشديدة قد يعاني البعض من الارتباك. بدون العلاج المناسب قد تستمر الأعراض لعدة أسابيع أو شهور. قد يكون الإسهال شديدًا ولكنه غير شائع. قد يحمل الأشخاص الآخرون البكتيريا دون أن يتأثروا أو تظهر لديهم الأعراض لكنهم ما زالوا قادرين على نشر المرض للأشخاص الأخرين من حولهم.
ينتج التيفود عن بكتيريا السالمونيلا المعوية التي تتكاثر في الأمعاء، بقع بايرز اليمفية، الغدد الليمفاوية المساريقية، الطحال، الكبد، المرارة، نخاع العظام، الدم. ينتشر التيفود عن طريق تناول أو شرب طعام أو ماء ملوث ببراز شخص أخر مصاب. تشمل عوامل الخطر محدودية الوصول إلى مياه الشرب النظيفة وسوء الصرف الصحي .. أولئك الذين لم يتعرضوا بعد للمرض هم الأكثر عرضة لخطر ظهور الأعراض. تصيب بكتيريا السالمونيلا البشر فقط ولا توجد في حيوانات أخرى معروفة.
يتم التشخيص عن طريق زرع البكتيريا من عينات المرضى أو الكشف عن الاستجابة المناعية لمسببات الأمراض من عينات الدم . في الآونة الأخيرة ساعدت التطورات الجديدة في جمع البيانات على نطاق واسع وتحليلها_ للباحثين بتطوير طرق تشخيص أفضل، مثل اكتشاف تغير وفرة الجزيئات الصغيرة في الدم التي قد تشير على وجه التحديد إلى حمى التيفوئيد. أدوات التشخيص في المناطق التي ينتشر فيها التيفوئيد محدودة للغاية من حيث الدقة والنوعية، والوقت اللازم للتشخيص المناسب، والانتشار المتزايد لمقاومة المضادات الحيوية، وتكلفة الاختبار كلها تزيد صعوبة تقديم الرعاية الصحية.
يمكن أن يمنع لقاح التيفود حوالي 40٪ إلى 90٪ من الحالات خلال العامين الأولين من أخذ اللقاح. وقد يستمر تأثيره لمدة تصل إلى سبع سنوات. بالنسبة للأشخاص المعرضين لخطر كبير أو الأشخاص الذين يسافرون إلى المناطق التي متفشي فيها المرض يوصى بأخذ التطعيم. تشمل الجهود الأخرى للوقاية من المرض توفير مياه الشرب نظيفة وصرف صحي جيد وغسل اليدين. حتى يُتَأَكَّد من إزالة العدوى، يجب على الشخص المصاب عدم تحضير الطعام للآخرين. يُعَالَج التيفوئيد بالمضادات الحيوية مثل أزيثروميسين ،الفلوروكينولونات ، أو الجيل الثالث من السيفالوسبورينات. تجعل مقاومة البكتيريا لبعض هذه المضادات الحيوية العلاج أكثر صعوبة.
في عام 2015 تم الإبلاغ عن 12.5 مليون حالة إصابة. فيما بلغ عدد الوفيات 149 ألف حالة وفاة مقارنة بـ 181 ألف حالة وفاة في عام 1990. يعد التيفود أكثر انتشارًا في الهند. الأطفال هم أكثر الشرائح عرضة للإصابة. انخفض التيفوئيد في الدول المتقدمة في أربعينيات القرن الماضي نتيجة لتحسن الصرف الصحي واستخدام المضادات الحيوية. بدون أخذ العلاج المناسب قد تصل مخاطر الوفاة إلى 20٪، فيما تنخفض النسبة إلى( 1- 4)٪ مع أخذ العلاج المناسب.

## تاريخيًا

### الأوصاف المبكرة
كان الطاعون الذي ضرب أثينا أثناء الحرب البيلوبونيسية على الأرجح تفشيًا لحمى التيفوئيد، وخلال الحرب، تراجع الأثينيون إلى مدينة مسورة للهروب من هجوم الأسبرطيين. أدى هذا التدفق الهائل من البشر إلى مساحة مركزة إلى إغراق إمدادات المياه والبنية الأساسية بالنفايات، مما أدى إلى ظروف غير صحية، وأصبح الحصول على المياه العذبة أكثر صعوبة وأصبح جمع النفايات وإزالتها خارج أسوار المدينة أصعب أيضًا. في عام 2006، كشف فحص بقايا موقع دفن جماعي من أثينا من حوالي وقت الطاعون (حوالي 430 قبل الميلاد) عن اكتشاف أجزاء من الحمض النووي مماثلة للحمض النووي لبكتريا السالمونيلا في العصر الحديث، بينما لم تُكتشف بكتيريا اليرسينيا الطاعونية Yersinia pestis (الطاعون)، والريكتسية البروفاتسيكية Rickettsia prowazekii (التيفوس )، والمتفطرة السلية Mycobacterium tuberculosis، وفيروس جدري البقر والبرتونيلة الهنسيلية Bartonella henselae في أي من البقايا التي اختبرها المختصين.
يُعتقد أن الإمبراطور الروماني أغسطس قيصر كان مصابًا بخراج الكبد أو حمى التيفوئيد، ونجا باستخدام حمامات الثلج والكمادات الباردة كوسيلة لعلاج الحمى. يوجد تمثال للطبيب اليوناني أنطونيوس موسى، الذي عالج حمى التيفوئيد.

### التعريف ودليل الانتقال
يُنسب إلى الأطباء الفرنسيين بيير فيديل بريتونو وبيير شارل ألكسندر لويس وصف حمى التيفوئيد كمرض محدد، فريد من نوعه ومختلف عن التيفوس. أجرى كلا الطبيبين تشريح جثث الأفراد الذين ماتوا في باريس بسبب الحمى، وأشارا إلى أن العديد منهم كان لديهم آفات على لطخة باير (عقد لمفاوية في الجهاز الهضمي) والتي ارتبطت بأعراض مميزة قبل الوفاة. كان الأطباء البريطانيون متشككين في التمييز بين التيفوئيد والتيفوس لأن كلاهما كان متوطنًا في بريطانيا في ذلك الوقت. ومع ذلك، في فرنسا كان التيفوئيد فقط موجودًا منتشرًا بين السكان. وأجرى بيير تشارلز ألكسندر لويس دراسات حالة وتحليلات إحصائية لإثبات أن التيفوئيد معدٍ وأن الأشخاص الذين أصيبوا بالمرض بالفعل بدا أنهم محصنون ضد الإصابة به مرة أخرى. بعد ذلك، أكد العديد من الأطباء الأمريكيين هذه النتائج، ثم أقنع السير ويليام جينر أي متشككين متبقين بأن التيفوئيد مرض محدد يمكن التعرف عليه من خلال الآفات في بقع باير من خلال فحص ستة وستين تشريحًا لجثث مرضى الحمى واستنتاج أن أعراض الصداع والإسهال والبقع الطفحية وآلام البطن كانت موجودة فقط في المرضى الذين وجد أنهم مصابون بآفات معوية بعد الوفاة. عززت هذه الملاحظات ارتباط المرض بالجهاز الهضمي وأعطت أول دليل على طريق الانتقال.
في عام 1847 علم ويليام بود بوباء حمى التيفوئيد في كليفتون، وحدد أن جميع السكان البالغ عددهم 13 من أصل 34 الذين أصيبوا بالمرض كانوا يشربون من نفس البئر. من الجدير بالذكر أن هذه الملاحظة كانت قبل عامين من نشر جون سنو لأول مرة لنسخة مبكرة من نظريته التي تقول إن المياه الملوثة كانت القناة المركزية لنقل الكوليرا. أصبح بود لاحقًا مسؤولًا صحيًا في بريستول وضمن إمدادات المياه النظيفة، ووثق المزيد من الأدلة على التيفوئيد كمرض منقول بالمياه طوال حياته المهنية.

### السبب
وصف العالم البولندي تاديوس بروفيتز عصية قصيرة في أعضاء وبراز ضحايا التيفوئيد في عام 1874. تمكن بروفيتز من عزل العصيات وزراعتها ولكنه لم يذهب إلى حد التلميح أو إثبات أنها تسببت في المرض.
في أبريل 1880، قبل ثلاثة أشهر من نشر إيبرث، وصف إدوين كليبس عصيات قصيرة وخيطية في بقع باير في ضحايا التيفوئيد. اعتُقد أن هناك دور للبكتيريا في المرض ولكن لم يؤكد ذلك.
في عام 1880، وصف كارل جوزيف إيبرث عصية اشتبه في أنها سبب التيفوئيد. يُنسب إلى إيبرث الفضل في اكتشاف البكتيريا بشكل نهائي من خلال عزل نفس البكتيريا بنجاح من 18 من 40 ضحية للتيفوئيد والفشل في اكتشاف البكتيريا نفسها عند أي ضحايا أمراض أخرى. في عام 1884، أكد عالم الأمراض جورج ثيودور أوغست جافكي (1850-1918) نتائج إيبرث. عزل جافكي نفس البكتيريا من طحال ضحية التيفوئيد، وكان قادرًا على زراعة البكتيريا على بيئات صلبة. أُطلق على الكائن الحي أسماء مثل عصية إيبرث، وإيبيرثيلا تيفي، وعصية جافكي-إيبرث. اليوم، يطلق على العصية المسببة لحمى التيفوئيد الاسم العلمي السلمونيلا انتيريكا سيروفار تيفي Salmonella enterica serovar Typhi.

## الأعراض
الأسبوع الأول غالبًا تتطور حمى التيفود خلال ثلاث مراحل تستمر كل مرحلة حوالي أسبوع. في الأسبوع الأول، ترتفع درجة حرارة الجسم ببطء، مع بطء القلب النسبي ( علامة فاجيت )، الشعور بالضيق، الصداع، السعال. قد يحدث نزيف من الأنف (رُعَاف) في رُبع الحالات، ومن الممكن أيضًا حدوث ألم في البطن. يحدث انخفاض في عدد خلايا الدم البيضاء فيما يوجد إرتفاع نسبي للمفاويات. زراعة البكتيريا في بيئة دموية تظهر نتيجة إيجابية، فيما يكون اختبار ويدل سِلبيًا في الأسبوع الأول من الأصابة.
الأسبوع الثاني غالبًا ما يكون الشخص متعبًا جدًا بحيث يتعذر عليه النهوض، مع ارتفاع في درجة الحرارة إلى حوالي 40 درجة مئوية وبطء ضربات القلب بشكل كلاسيكي مع موجة نبض ثنائية النواة. يمكن أن يحدث الهذيان. يكون المريض غالبًا هادئًا، ولكنه أحيانًا يصبح مضطربًا. أُطلق على هذا الهذيان في التيفود إسم "الحمى العصبية". قد تظهر بقع وردية اللون أسفل الصدر والبطن عند حوالي ثلث المرضى. انتفاخ وألآم البطن ي يُشبه ألم الزائدة الدودية. يمكن أن يحدث الإسهال في هذه المرحلة، لكن الإمساك شائع أيضًا. تضخم الطحالوالكبد، وارتفاع إنزيم ناقل الأمين. يظهر فحص مصل الدم إختبار ويدل نتيجة إيجابية في الأسبوع الثاني.
الأسبوع الثالث لا تزال الحمى شديدة الارتفاع. ينتج جفاف مع سوء تغذية ويصاب المريض بالهذيان. يصاب ثلث المرضى بطفح جلدي بقعي على الجذع. يحدث نزيف معوي. خطر حدوث إنثقاب في الامعاء الدقيقة يعد من المضاعفات الخطيرة جدا وغالبا ما تكون قاتلة والتي قد تحدث دون أعراض مسببه تسمم الدم أو التهاب الصفاق المنتشر.الخراجات النقيلية والتهاب المرارة والتهاب الشغاف والتهاب العظم. قد يُلاحظ أحيانًا انخفاض عدد الصفائح الدموية ( قلة الصفيحات ).

## التشخيص
- يمكن تشخيص المرض بالأعراض في المناطق التي يتوطن فيها هذا المرض أو أثناء الأوبئة.
- اختبار فيدال يساعد في التشخيص ولكن لا يمكن الاعتماد عليه، لانه يعطي نتائج سلبيه وايجابية خاطئه.

لذا فهو فقط يعطي احتمال وجود المرض.
- إن أفضل معيار للتشخيص هو القيام بأخذ عينه من المريض والقيام بزرع حقل بكتيري (culture)لعزل الميكروب (بكتريا السالمونيللا)المسبب للمرض، فاذا كان الاسبوع الأول من المرض تؤخذ عينة دم أو عينة بول، وعينة براز إذا كان في الاسبوع الثاني وذلك لأني البكتيريا تنتشر من جدار الأمعاء إلى الدم ومن هناك إلى المرارة وبعدها يُتَخَلَّصُ منها مع البراز، وهذه العملية تأخذ من أسبوعين إلى ثلاثة أسابيع من فترة ما بعد الحضانة.
- أفضل عينه للتأكيد البكتريولوجي هي عينه نخاع العظام لانها تظهر الميكروب حتي ولو كان المريض ياخذ المضادات الحيوية.

## الوقاية
- حيث أن طريقة العدوى هي عن طريق الطعام الملوث ببول أو براز المريض وكذالك البرصه«الوزغ» فهي تنقل المرض على الأطعمة المكشوفه، فان الاهتمام بالنظافة الشخصية واتباع العادات الصحية وغسل الأيدي والتأكد من نظافة الأطعمة وطهيها جيدا وتحضيرها من أهم طرق الوقاية ضد عدوي التيفوئيد.
- هناك نوعان من اللقاح ضد المرض توصي بهما منظمة الصحة العالمية:[24]

1. اللقاح الحي والذي يؤخذ عن طريق الفم (oral TY21a vaccine).
2. لقاح الحمى التيفية متعدد السكريد والذي يعطى حقناً تحت الجلد أو عضلياً.

- ملحوظة: هناك نوع قديم من اللقاح من البكتيريا الكاملة المقتولة والذي لم يعد يستخدم إلا في الأماكن التي لا تتوفر فيها اللقاحات الأحدث، وهو غير موصى به نظراً لمعدل عالٍ للتأثيرات الجانبية، بالدرجة الأولى الألم والالتهاب في مكان الحقن.[24]

## العلاج

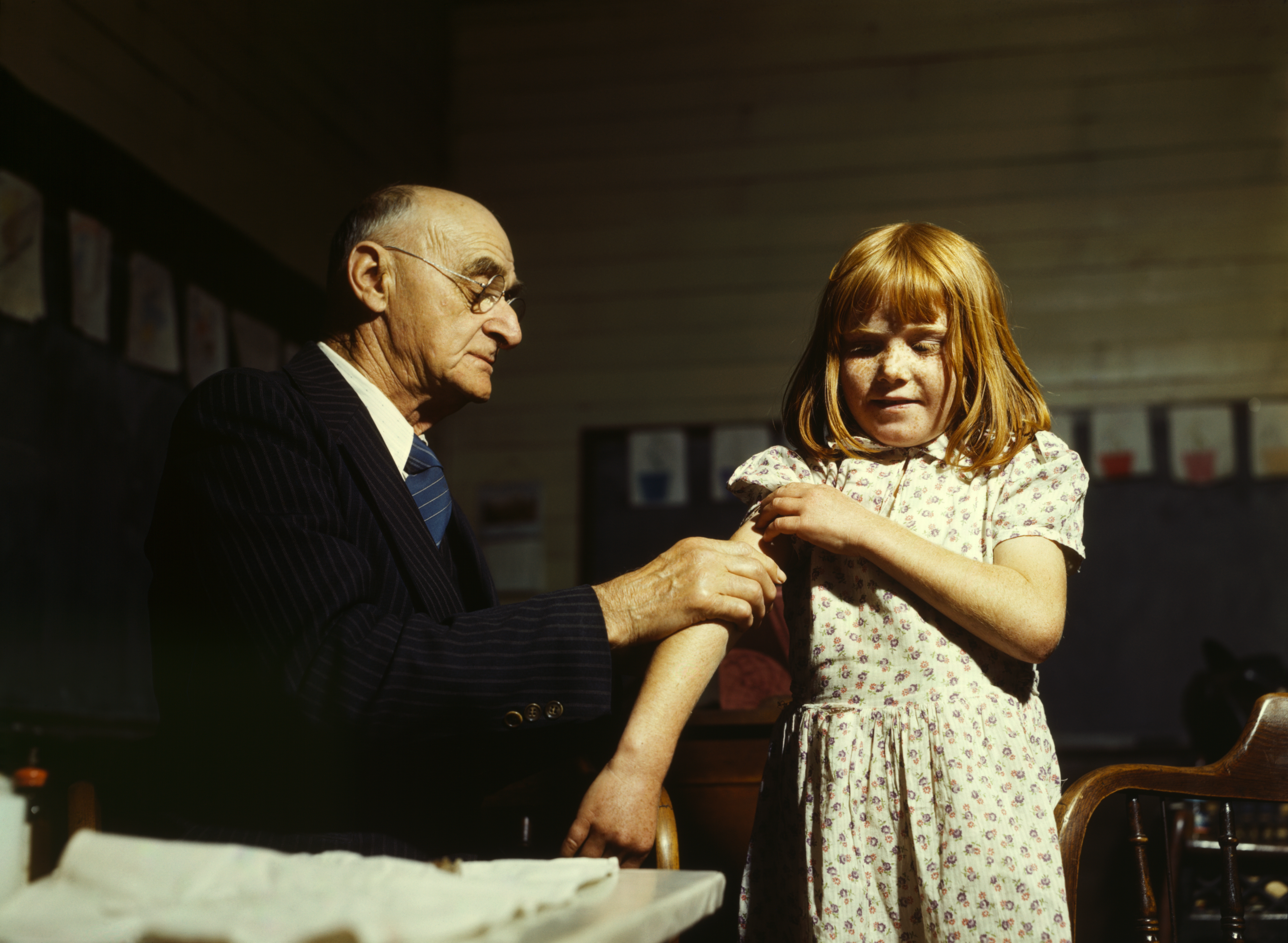
حملة تطعيم ضد حمى التيفوئيد في أحد المدارس الأمريكية.

لقد تم إعادة اكتشاف معالجة الجفاف عن طريق الفم في الستينيات وقد وفر ذلك طريقة بسيطة لمنع العديد من الوفيات الناجمة عن أمراض الإسهال بشكل عام.
عندما تكون المقاومة غير شائعة، يكون العلاج المختار هو الفلوروكينولون مثل السيبروفلوكساسين.
وإلا فإن الجيل الثالث من السيفالوسبورين مثل سيفترياكسونون أو سيفوتاكسيم هو الخيار الأول. يعد سيفيكزيم البديل المناسب عن طريق الفم.
حمى التيفود، عندما تعالج بشكل صحيح، ليست قاتلة في معظم الحالات. إن المضادات الحيوية مثل: الامبيسلين وكلورامفينيكول وتريميثوبريم/سلفاميثوكسازول وأموكسيسيلين وسيبروفلوكساسين شاع استخدام هذه العقاقير في الأحياء المجهرية في علاج حمى التيفوئيد. العلاج باستخدام المضادات الحيوية يخفض معدل الوفاة بهذا المرض بنسبة 1%.
بدون تلقي العلاج، يعاني بعض المرضى من حمى متواصلة،بطء القلب، ضخامة الكبد والطحال، أعراض في البطن، وأحيانًا، التهاب رئوي.
في المرضى ذوي البشرة البيضاء، تظهر بقع وردية اللون، والتي تتلاشى على الضغط، على جلد الجذع في ما يصل إلى 20 ٪ من الحالات. في الأسبوع الثالث، قد تتطور الحالات غير المعالجة إلى مضاعفات في الجهاز الهضمي والمخ، وتكون قاتلة في 10 إلى 20٪ من الحالات. يُبَلَّغ عن أعلى معدل للوفيات من الحالات الحاصلة مع الأطفال دون سن 4 سنوات. حوالي 2-5 ٪ من الذين يصابون بحمى التيفوئيد يصبحون حاملين مزمنين، حيث تستمر البكتيريا في القناة الصفراوية بعد أن تتلاشى الأعراض.
قد يشعر مريض السانمونيلا بتحسن بعد عدة أيام ولكن لابد عليه من أخذ العلاج، لان تحسنه ليس إلا بدايه لنشاط البكتريا داخل جسده
عليه بالمتابعة وعمل التحاليل للتأكد من انخفاض النسبة اثناء العلاج، وتحاليل بعد انتهاء العلاج بمده للتأكد من زوالها تماما.

## الانتشار
ينتشر بشكل رئيسي في مناطق أفريقيا وجنوب آسيا، ينتقل المرض من المصاب (المريض الموبوء) أو الشخص الحامل للعصيّات التيفية، وكانت أول من نشر المرض في الولايات المتحدة هي ماري مالون.
تنتقل الحمى التيفية عن طريق الفم (إلى الأمعاء) بعد تناول المآكل أو المشروبات أو الخضار أو الفواكه التي تعرضت لبول المصاب أو برازه.
تنتشر العصية التيفوئيدية في الكبد والدماغ والطحال والعظم.

## الوبائيات

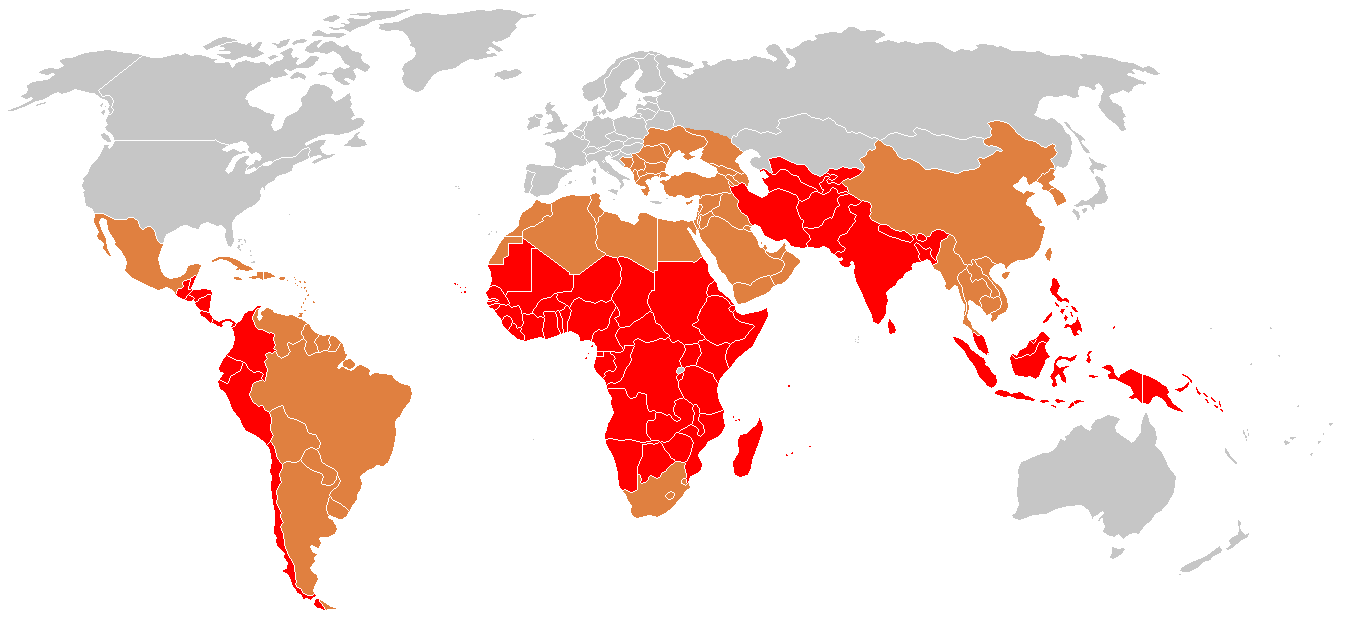
حدوث حمى التيفوئيد
♦ مرض متوطن بشدة
♦ مرض متوطن
♦ حالات متقطعة

إن الحالات المقدّرة سنوياً تتراوح بين 16-33 مليون حالة تنتج عن 216000 حالة وفاة في المناطق الموبوءة. إن منظمة الصحة العالمية تحدد التيفوئيد باعتباره مشكلة صحية عامة خطيرة. يصيب بنسبة أعلى الأطفال والبالغين الذين تتراوح أعمارهم بين 5 و 19 سنة.
في الدول الصناعية، أدى تعقيم المياه وتحسين الصرف الصحي إلى الحد من عدد الحالات.
أما في الدول النامية، مثل تلك الموجودة في أجزاء من آسيا وأفريقيا، لديها أعلى معدلات إصابة بالحمى التيفوئيد. حيث إن هذه المناطق لديها نقص في الحصول إلى المياه النظيفة، وأنظمة الصرف الصحي المناسبة، ومرافق الرعاية الصحية المناسبة. وبالنسبة لهذه المناطق، فإن الوصول إلى الاحتياجات الأساسية للصحة العامة ليس من التوقع الحصول عليها في المستقبل القريب.